# نینل میکولسکو
نینل میکولسکو (رومانیایی: Ninel Miculescu؛ زادهٔ ۱۵ مهٔ ۱۹۸۵) وزنه‌بردار اهل رومانی است.